# Teodósio I de Constantinopla
Teodósio I de Constantinopla, dito Borradiota (em grego: Θεοδόσιος Α΄ Βορραδιώτης), foi o patriarca grego ortodoxo de Constantinopla entre 1179 e 1183. Ele nasceu em Antioquia.
Durante o governo de Andrônico I Comneno (r. 1183–1185), o imperador encontrou em Teodósio um  adversário que se opunha a ele em diversos temas, como o planejado casamento de sua filha ilegítima, Irene Comnena (n. 1169), como Aleixo Comneno (n. no início da década de 1160), o filho ilegítimo de Manuel I Comneno com Teodora Batatzina, por serem parentes próximos e também na expulsão da imperatriz-mãe Maria de Antioquia do Grande Palácio. Teodósio foi forçado a abdicar por isso e foi substituído por Basílio.